# Douglas Vieira
Douglas Eduardo de Britto Vieira (ur. 17 czerwca 1960 w Londrinie) – brazylijski judoka. Srebrny medalista olimpijski z Los Angeles 1984 w wadze półciężkiej.
Uczestnik mistrzostw świata w 1985. Startował w Pucharze Świata w 1991. Wicemistrz panamerykański w 1984 roku. 

## Letnie Igrzyska Olimpijskie 1984
| Konkurencja | Eliminacje            | Eliminacje          | Eliminacje        | Finały                     | Finały               | Klas. końcowa |
| Konkurencja | Przeciwnik I          | Przeciwnik II       | 1/4               | 1/2                        | Finał                | Miejsce       |
| ----------- | --------------------- | ------------------- | ----------------- | -------------------------- | -------------------- | ------------- |
| 95 kg       | Alberto Rubio (ESP) Z | Abdul Daffé (SEN) Z | Juri Fazi (ITA) Z | Bjarni Friðriksson (ISL) Z | Ha Hyung-joo (KOR) P | 2.            |